# ヒメサザンカ
ヒメサザンカ（Camellia lutchuensis T.Itô）は、ツバキ科の常緑小高木である。冬に小さな白い花をつけ、花には芳香がある。

## 特徴
樹高は5-10mに達する。若い枝は有毛、特に一年枝は開出する細い毛を多く生じる。
葉は互生し、ほぼ楕円形で先端はやや突き出てその先端は丸く、基部は狭まり、縁には丸く小さな鋸歯が並ぶ。葉の長さは2-3.5cm、幅は0.7-1.5cm、葉柄は1mmで毛がある。葉質は薄い革質、表は中肋上を除いて、裏面は全体に無毛、側脈ははっきりと見えない。表面は深緑でつやがあり、裏はやや色が薄い。
花は11-12月に咲く。葉腋から単独で着き、ごく短い柄で下向きに咲く。花弁は白く、やや幅狭くて径2.5-3cmと小さい。
果実はほぼ球形で無毛、先端は少しくぼんで長さ1cm程度。

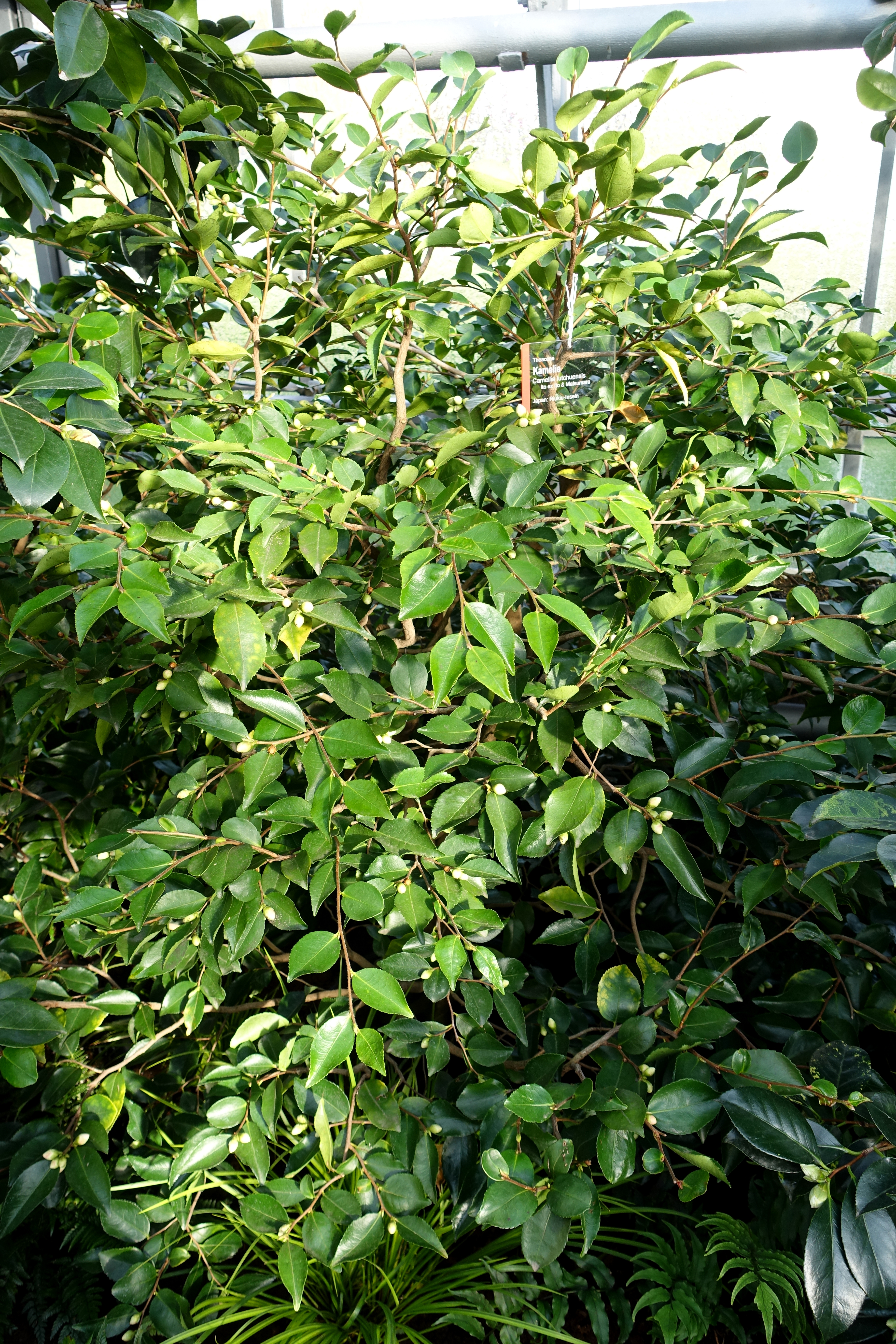
樹勢
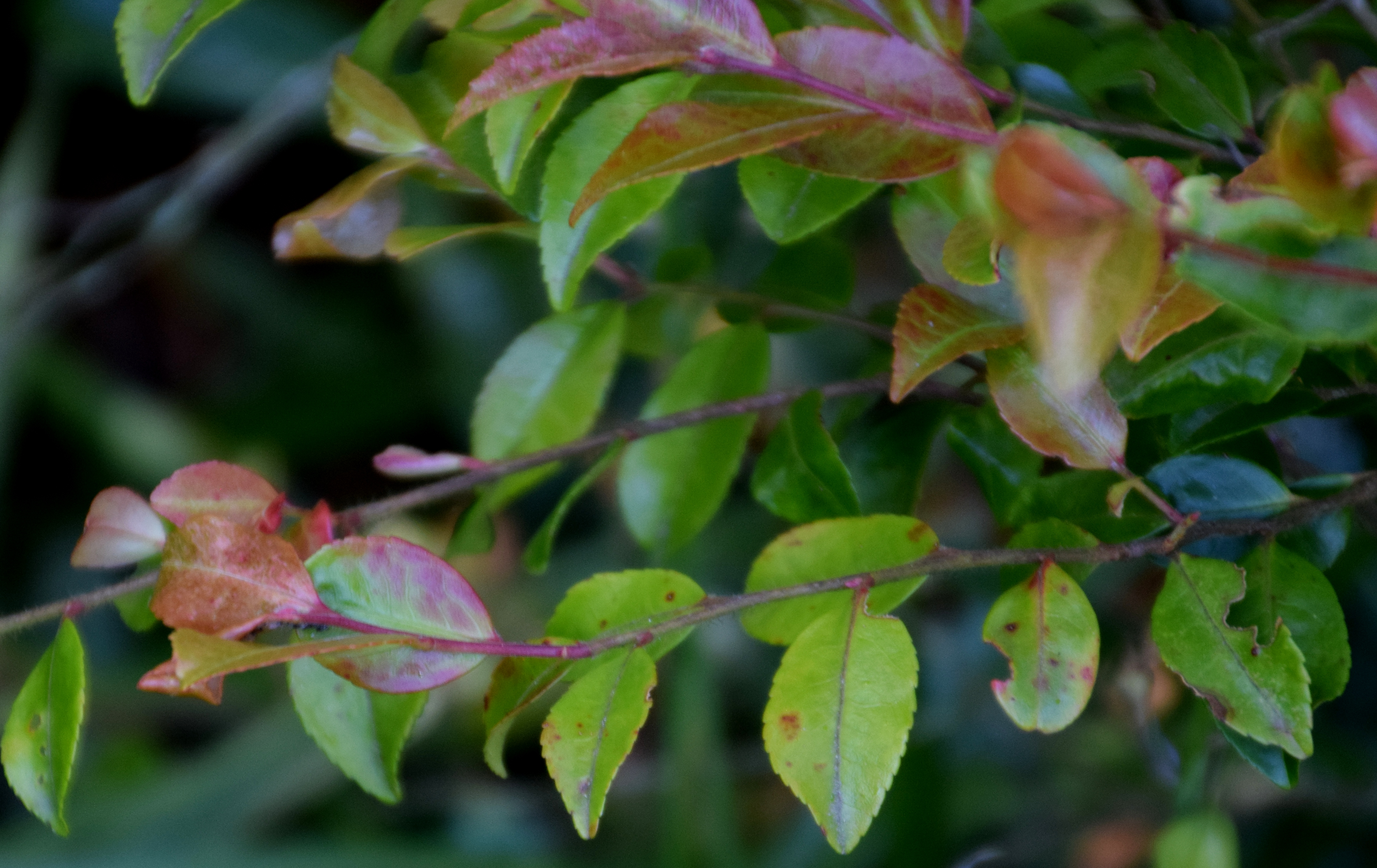
枝先
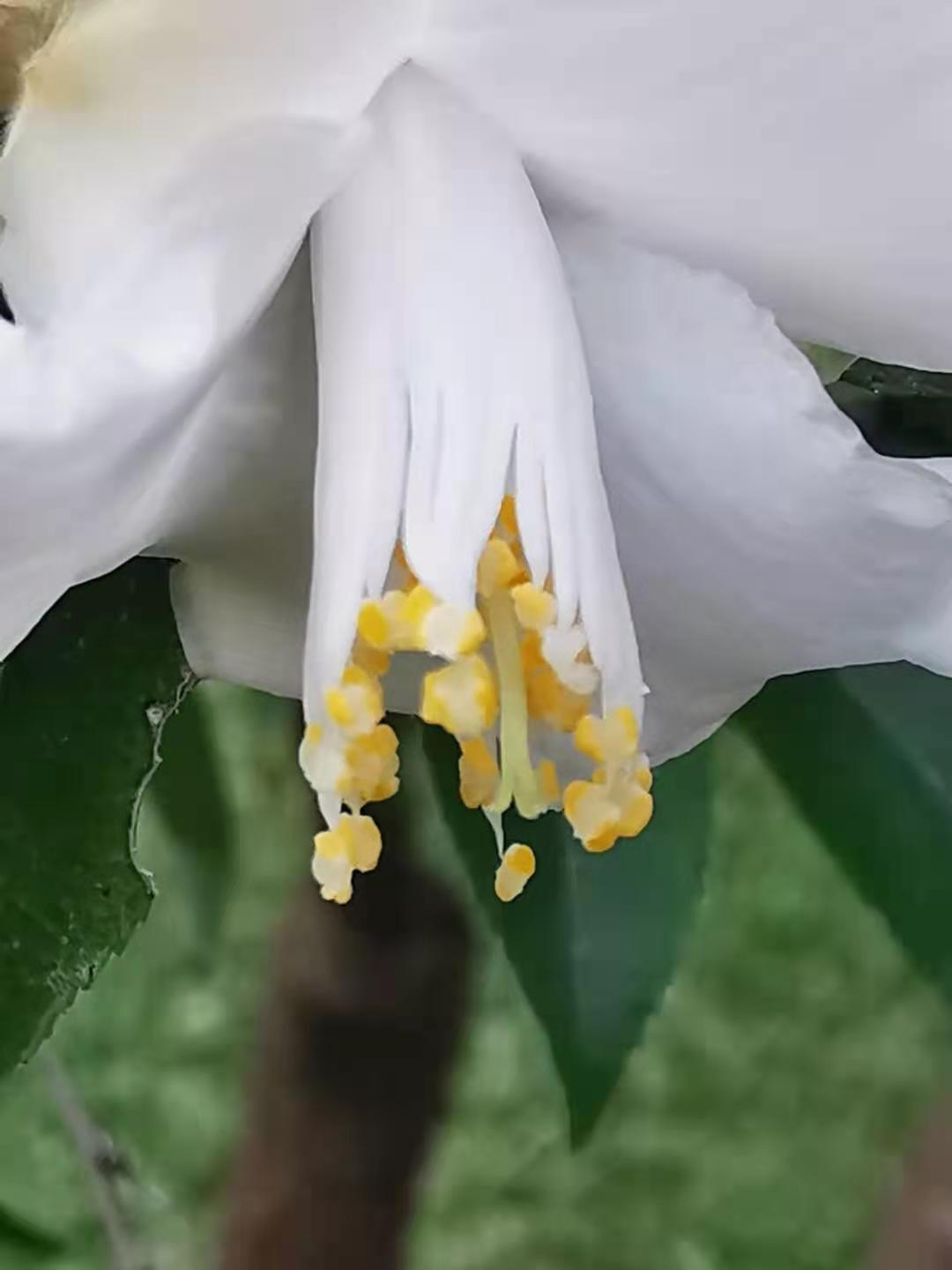
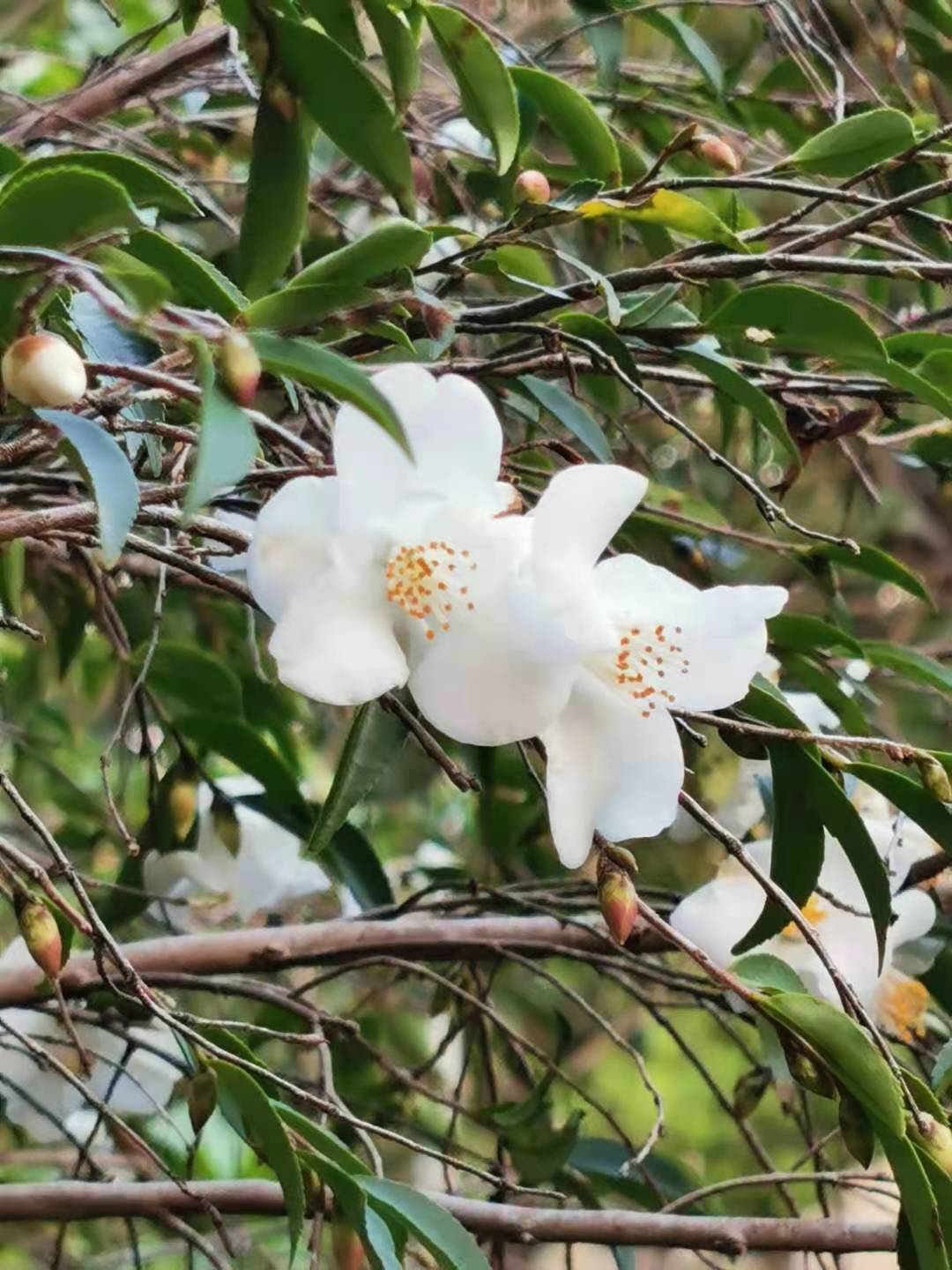
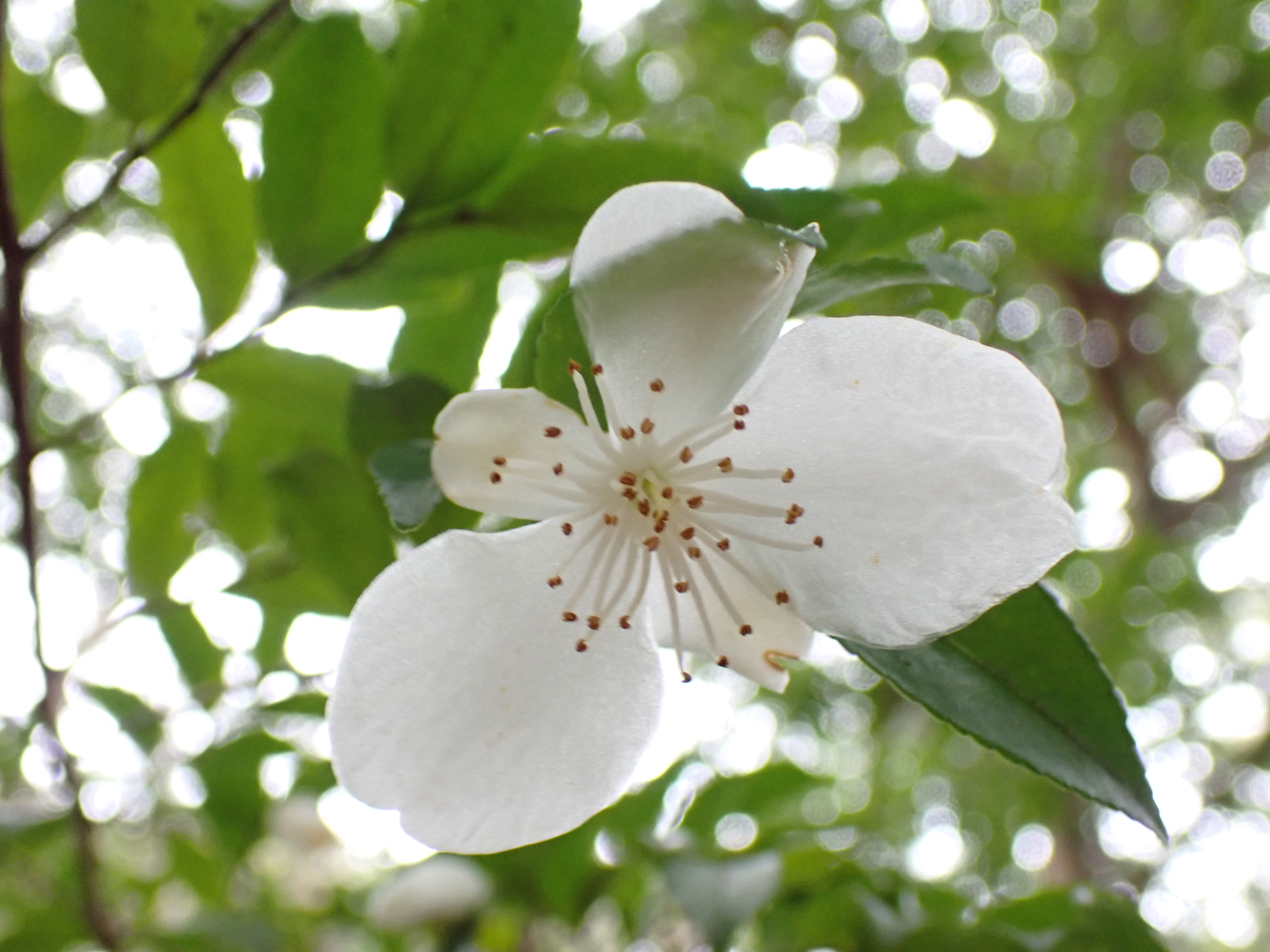
沖縄県名護市にて撮影

### 香りについて
本種の花には香りがあり、これはツバキ属の中で一番強い。その香りは「ウメ様の香りにヒアシンス様 のグリーンノートが加わった」ようだと評される。
その主な香気成分として安息香酸メチル、2-フェニルエタノール、ベンジルアルコールが挙げられている。

## 生育環境
山地の森林に生育する。沖縄島では中南部にはなく、北部に多い。

## 分布
琉球列島の固有種。奄美大島を北限に、徳之島、沖永良部島、沖縄島、久米島、石垣島、西表島から知られる。

## 分類
日本のツバキ属にはCamellia節のヤブツバキやParacamellia節のサザンカなどがあるが、本種はこれらとは系統がやや異なるとしてTheopsis節とされる。

## 利用
花木として栽培される。が、それ以上に香りのあるツバキを作出するための親として重視される。
これは、先ず1960年代にアメリカで行われ始めたもので、ヤブツバキやユキツバキ、あるいはサルウィンツバキとの交雑種が育成された。だが、それらは香りはあったが小輪で目を引かなかった。注目されるようになったのは、それらが日本に導入されてからである。1990年頃より日本でもそのような育種が試みられ始め、幾つかの芳香性ツバキの品種が作られている。
たとえば以下のような品種が挙げられる。
- 姫の香：小紅葉×ヒメサザンカ
- 港の曙：関東月見車×ヒメサザンカ
- 春風：サルウィンツバキ×ヒメサザンカ
- フレグラントピンク：ユキツバキ×ヒメサザンカ